# Município de Loramie
O município de Loramie (em inglês: Loramie Township) é um município localizado no condado de Shelby no estado estadounidense de Ohio. No ano de 2010 tinha uma população de 2.551 habitantes e uma densidade populacional de 27,74 pessoas por km².

## Geografia
O município de Loramie encontra-se localizado nas coordenadas 40° 14′ 25″ N, 84° 22′ 02″ O. Segundo a Departamento do Censo dos Estados Unidos, o município tem uma superfície total de 91.97 km², da qual 91,48 km² correspondem a terra firme e (0,53 %) 0,49 km² é água.

## Demografia
Segundo o censo de 2010, tinha 2.551 habitantes residindo no município de Loramie. A densidade populacional era de 27,74 hab./km². Dos 2.551 habitantes, o município de Loramie estava composto pelo 98,55 % brancos, o 0,47 % eram afroamericanos, o 0,24 % eram asiáticos, o 0,04 % eram insulares do Pacífico e o 0,71 % eram de uma mistura de raças. Do total da população o 0,2 % eram hispanos ou latinos de qualquer raça.